# Lim Ji-young
Lim Ji-young (Seoel, 1995) is een Zuid-Koreaanse violiste. Ze werd in 2015 de winnares van de Koningin Elisabethwedstrijd voor viool.

## Muzikale carrière
Lim is studente aan de nationale universiteit van de kunsten van Zuid-Korea, bij professor Kim Nam Yun. 
Ze behaalde een eerste prijs bij de Koreaans Strad muziekwedstrijd in 2008, en een tweede prijs in de internationale muziekwedstrijd van Osaka in 2007 evenals in de Ewha Kyounghang muziekwedstrijd in 2009. In 2011 werd ze in Duitsland derde laureate van de vierde Internationale Vioolwedstrijd Henri Marteau.
In 2012 mocht ze de Ishikawa-muziekprijs in Japan in ontvangst nemen en won ze de Concertowedstrijd van het International Great Mountains Music Festival in Zuid-Korea. In 2013 behaalde ze de eerste prijs van de Japanse International Euroasia Music Competition en de MIMC-prijs van de internationale muziekwedstrijd van Montréal. In 2014 won ze de Mozartprijs van de Internationale Muziekwedstrijd van Indianapolis. Ze concerteerde met Maxim Vengerov. In 2015 debuteerde Lim bij het Carmel Symphony Orchestra in Indianapolis.
Bij de Koningin Elisabethwedstrijd voor viool 2015 te Brussel won ze de eerste prijs; de door haar bespeelde viool werd gebouwd door Giuseppe Guadagnini in 1794. Bovendien mag ze tot 2019 een Stradivarius in bruikleen bespelen, meer bepaald de Huggins-viool, gebouwd in 1708. Zoals gebruikelijk voor eerste prijswinnaars gaf ze in het seizoen volgend op de wedstrijd een concert in de BOZAR; dit concert vond plaats op 14 oktober 2015. Ze vertolkte, met als pianobegeleider DaSol Kim, achtereenvolgens: Rondo brillant, voor viool en piano, op. 70, D 895 van Franz Schubert; Sonate voor viool en piano, op. 162, D 574 van Franz Schubert; Sonate voor viool en piano nr. 2, op. 100 van Johannes Brahms; en tot slot Carmen: fantasie brillante, for violin and piano, op. 3, no. 3 Jenö Hubay.